# Comercial Futebol Clube (São Paulo)
O Comercial Futebol Clube foi um clube brasileiro de futebol da cidade de São Paulo. Fundado em 3 de abril de 1939, suas cores eram vermelha e branca. Foi um dos membros fundadores da Federação Paulista de Futebol. Foi extinto em 1961.

## História
Em 10 de abril de 1939, o conselho de fundadores da Liga de Futebol do Estado de São Paulo aprovou a mudança de nome do Luzitano para Comercial Futebol Clube, sob a presidência de Oscar da Silveira Campos. A votação foi por unanimidade, apesar da expectativa de que muitos clubes se manifestassem contra a mudança. "O Comercial, com efeito, possui recursos bem maiores do que o antigo Luzitano", escreveu o Diário Popular. "E será, sem dúvida, mais um poderoso grêmio que virá abrilhantar nossos campeonatos oficiais. Segundo fomos informados, não tardarão a ser iniciadas as obras de remodelação do estádio comercialino, e assim contaremos com um novo local para assistências numerosas, coisas que faz bastante falta em São Paulo no momento."
No dia seguinte, uma reunião na Rua José Bonifácio, 39, deu posse à primeira diretoria do Comercial. Além de Campos, fizeram parte dela Charles Marchais como primeiro vice-presidente, Arthur César Lopes como segundo vice-presidente, José Marcellini como secretário geral, Albino de Souza como primeiro secretário, Domingos Croce como segundo secretário, Hernâni Lopes como primeiro tesoureiro, Mário Bandeira como segundo tesoureiro e José Bernardino Pantaleão como diretor de esportes.
Apesar de ser vista inicialmente como uma mera troca de nome, foi adotada nova data de fundação, e muito pouca coisa do Luzitano foi aproveitada, pois os dirigentes queriam "ver o onze comercialino brilhar sobremaneira e logo passar para a categoria de esquadrão", nas palavras do Diário Popular. O jornal ainda comparou a mudança à fusão do São Paulo com o Estudante Paulista, no ano anterior, como mais um acontecimento para "aumentar o prestígio do futebol paulista".
A estreia do Comercial foi num amistoso contra o Palestra Itália, no Parque Antarctica, mas terminou com uma derrota por 7 a 2. A primeira escalação foi composta por Jacyntho (Domingos); Nélson e Thomazini; Mandico, Tony e Gherardi (Geraldo); Renato (Luizinho), Zico, Macaco, Gallet (Dias) e Oswaldinho. Seis titulares foram mantidos em relação à última partida do Luzitano, um mês antes: Thomazini, Mandico, Tony, Renato, Zico e Macaco.
O Comercial tinha por objetivo ser o segundo time de todo mundo. Seu apelido, inclusive, era "O mais simpático", que juntamente com seu mascote, reforçava a imagem de atrair o torcedor de outros clubes. Durante a década de 1950 possuiu em seus quadros jogadores que iriam "brilhar" mais tarde nos clubes "grandes" de São Paulo, tais como Dino Sani e Gino Orlando.
Em 1953, a equipe fundiu-se com o São Caetano Esporte Clube, dando origem à Associação Atlética São Bento. O clube durou apenas 4 anos. Com a separação, em 1957, o Comercial, que tinha sua sede na Praça Clóvis Bevilacqua, voltou a disputar o Campeonato Paulista no ano seguinte, mas não repetiu as mesmas campanhas de sua primeira fase. Cai para a segunda divisão em 1960 e para a terceira em 1961, quando a equipe profissional foi desativada, desistindo de jogar o torneio.
"Estava escrito, porém, que se trata de um clube sem futuro e sem vida", escreveu o Diário Popular, em junho de 1961. "Tentou, na Justiça, ser reconduzido ao posto para o qual, dentro de campo, não conseguira mostrar virtudes. Depois, participou — à revelia — do campeonato da Primeira Divisão de Profissionais [correspondente à segunda divisão]. Também naufragou. Agora, eis que também é alijado da Segunda Divisão, pois reconhece que não tem capacidade para disputar o torneio. Parece que o Alvirrubro, que iniciou com tanta disposição e esperando ser o redentor dos comerciários, terá, mesmo, como fim a vala comum.
Participou 16 vezes (1939 a 1949), (1951 a 1953) e (1958 e 1959)  do Campeonato Paulista de Futebol, e continuou participando dos campeonatos infanto-juvenis da Federação Paulista de Futebol até o final da década de 1970, sob a direção do presidente Antônio La Porta. Seu presidente mais conhecido foi o capitão Oberdan de Nicola.